# Corchorus parvifolius
Corchorus parvifolius är en malvaväxtart som beskrevs av Sebsebe Demissew. Corchorus parvifolius ingår i släktet Corchorus och familjen malvaväxter. Inga underarter finns listade i Catalogue of Life.